# Leônidas da Silva
Leônidas da Silva (n. 6 septembrie 1913, Rio de Janeiro - d. 24 ianuarie 2004, Cotia, Sao Paulo) a fost un fotbalist brazilian și comentator. Până la Pele a fost considerat cel mai bun jucător din țară.  A jucat pentru Brazilia la două campionate mondiale de fotbal și a fost golgheterul Campionatului Mondial de Fotbal din 1938.
Era poreclit Diamantul Negru sau Omul-Cărbune datorită elasticității sale. 
Leônidas a fost jucătorul care a înscris primul gol din foarfecă și tot el a inventat „bicicleta” din fotbal.

## Legături externe
- http://torcida.com.ru/stars/leonid/ Arhivat în 15 februarie 2008, la Wayback Machine.
- http://www.gandul.info/leonidas-da-silva-omagiat-de-google-printr-un-doodle-leonidas-da-silva-fotbalistul-care-a-inventat-foarfeca-video-11296620.html